# Tours jumelles de Bologne
 (décembre 2023).
La mise en forme du texte ne suit pas les recommandations de Wikipédia : il faut le « wikifier ».
Les points d'amélioration suivants sont les cas les plus fréquents. Le détail des points à revoir est peut-être précisé sur la page de discussion.
- Les titres sont pré-formatés par le logiciel. Ils ne sont ni en capitales, ni en gras.
- Le texte ne doit pas être écrit en capitales (les noms de famille non plus), ni en gras, ni en italique, ni en « petit »…
- Le gras n'est utilisé que pour surligner le titre de l'article dans l'introduction, une seule fois.
- L'italique est rarement utilisé : mots en langue étrangère, titres d'œuvres, noms de bateaux, etc.
- Les citations ne sont pas en italique mais en corps de texte normal. Elles sont entourées par des guillemets français : « et ».
- Les listes à puces sont à éviter, des paragraphes rédigés étant largement préférés. Les tableaux sont à réserver à la présentation de données structurées (résultats, etc.).
- Les appels de note de bas de page (petits chiffres en exposant, introduits par l'outil «  Source ») sont à placer entre la fin de phrase et le point final[comme ça].
- Les liens internes (vers d'autres articles de Wikipédia) sont à choisir avec parcimonie. Créez des liens vers des articles approfondissant le sujet. Les termes génériques sans rapport avec le sujet sont à éviter, ainsi que les répétitions de liens vers un même terme.
- Les liens externes sont à placer uniquement dans une section « Liens externes », à la fin de l'article. Ces liens sont à choisir avec parcimonie suivant les règles définies. Si un lien sert de source à l'article, son insertion dans le texte est à faire par les notes de bas de page.
- La présentation des références doit suivre les conventions bibliographiques. Il est recommandé d'utiliser les modèles {{Ouvrage}}, {{Chapitre}}, {{Article}}, {{Lien web}} et/ou {{Bibliographie}}. Le mode d'édition visuel peut mettre en forme automatiquement les références.
- Insérer une infobox (cadre d'informations à droite) n'est pas obligatoire pour parachever la mise en page.

Pour une aide détaillée, merci de consulter Aide:Wikification.
Si vous pensez que ces points ont été résolus, vous pouvez retirer ce bandeau et améliorer la mise en forme d'un autre article.
Pour les articles homonymes, voir Tours jumelles.
Les Deux Tours (en italien : Le due torri) penchées, sont des symboles de Bologne. Elles sont situées à l'intersection des routes menant aux cinq portes de l'ancienne muraille (mura dei torresotti). La plus haute s'appelle l'Asinelli. La plus petite davantage inclinée est appelée la Garisenda. Leurs noms proviennent des familles traditionnellement créditées de la construction des tours entre 1109 et 1119.
Leur construction pourrait avoir été le résultat d'une compétition entre les deux familles pour montrer laquelle était la plus puissante,. La rareté des documents de cette période précoce rend cela incertain. Par exemple, le nom de la famille Asinelli est documenté pour la première fois en 1185, soit près de 70 ans après la construction présumée de la tour qui leur est attribuée.

## Tour Asinelli
La Tour Asinelli avait initialement une hauteur d'environ 70 mètres et a été ultérieurement élevée à sa hauteur actuelle de 97,2 mètres, avec un crénelage saillant de 2,2 mètres. Au XIVe siècle, la ville en est devenue propriétaire et l'a utilisée comme prison et petite forteresse.
Pendant cette période, une construction en bois a été ajoutée autour de la tour à une hauteur d'environ 30 mètres, qui était reliée par une passerelle aérienne à la Tour Garisenda. La passerelle a été détruite lors d'un incendie en 1398. Son ajout est attribué à Jean Visconti, duc de Milan, qui aurait voulu l'utiliser pour contrôler le tumultueux Mercato di Mezzo, la rue centrale, aujourd'hui la via Rizzoli, afin de réprimer d'éventuelles révoltes. Les Visconti étaient devenus les dirigeants de Bologne après le déclin de la Seigneurie de la famille Pepoli, mais ils étaient plutôt impopulaires dans la ville.
Des dégâts importants ont été causés par la foudre, entraînant souvent de petits incendies et des effondrements. En 1824, un paratonnerre a été installé. La tour a survécu à au moins deux incendies importants documentés : le premier en 1185 était dû à un incendie criminel, et le second en 1398.
La Tour Asinelli a été utilisée par les scientifiques Giovanni Battista Riccioli en 1640 et Giovanni Battista Guglielmini (it) dans les années 1700 pour des expériences visant à étudier le mouvement des corps lourds et la rotation de la Terre. Pendant la Seconde Guerre mondiale, entre 1943 et 1945, elle a été utilisée comme poste d'observation : pendant les attaques aériennes, quatre volontaires se sont postés au sommet pour diriger les opérations de secours vers les endroits touchés par les bombes alliées. Plus tard, un relais de télévision de la RAI a été installé au sommet.

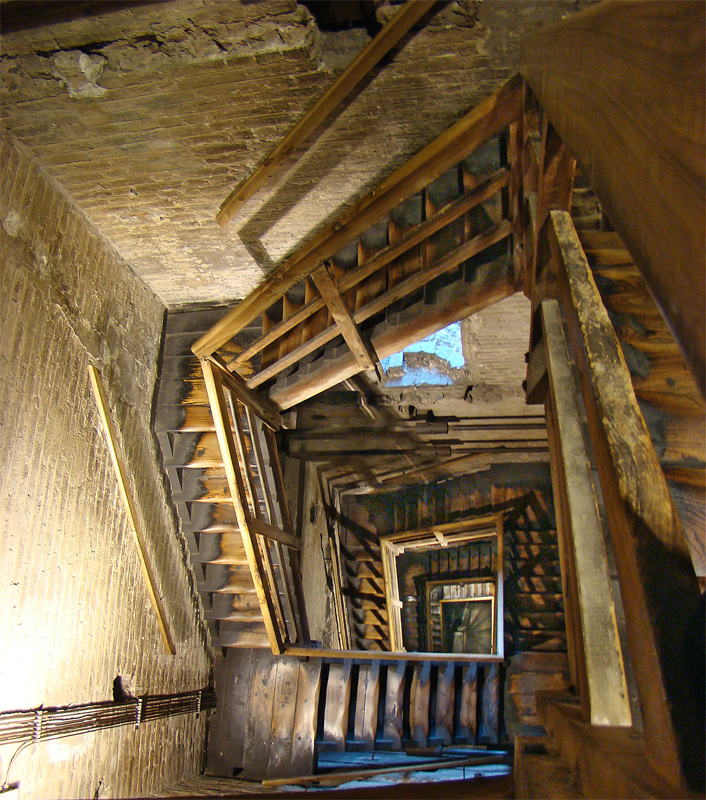
Intérieur de la tour Asinelli

## Tour Garisenda
La Tour Garisenda a une hauteur de 48 mètres, avec un surplomb de 3,2 mètres. À l'origine, elle mesurait environ 60 mètres de haut, mais a dû être abaissée au XIVe siècle en raison d'un affaissement du sol qui l'a laissée penchée et dangereuse. Au début du XVe siècle, la tour a été achetée par l'Arte dei Drappieri, qui en est restée propriétaire jusqu'à ce que la Garisenda devienne propriété municipale à la fin du XIXe siècle.
Elle a été citée par Dante dans la Divine Comédie  et Le Rime, confirmant ainsi son séjour à Bologne , et par Goethe dans son Voyage en Italie. 
En octobre 2023, la tour a été fermée par la ville de Bologne par crainte que la structure ne penche trop. La tour est surveillée pour détecter d'éventuelles fissures. Des capteurs ont été installés pour suivre tout déplacement.
Le 2 décembre 2023, la ville a annoncé que la situation était critique et que la tour risquait de s'effondrer. La municipalité a commencé la construction d'une barrière de 5 mètres de haut pour contenir les débris en cas de chute.

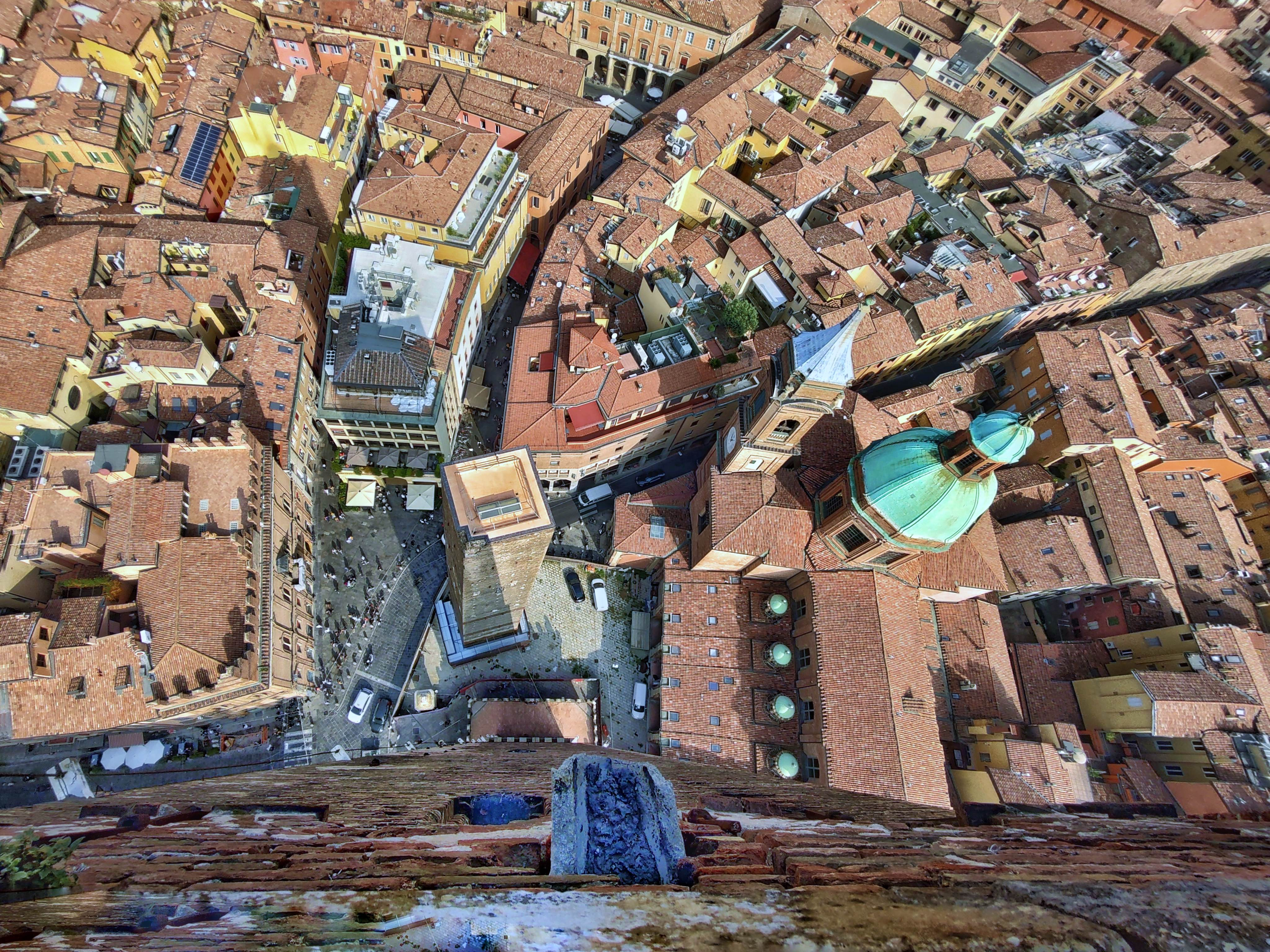
Une vue sur la Torre della Garisenda et la basilique Santi Bartolomeo e Gaetano depuis la Tour Asinelli.

## Postérité

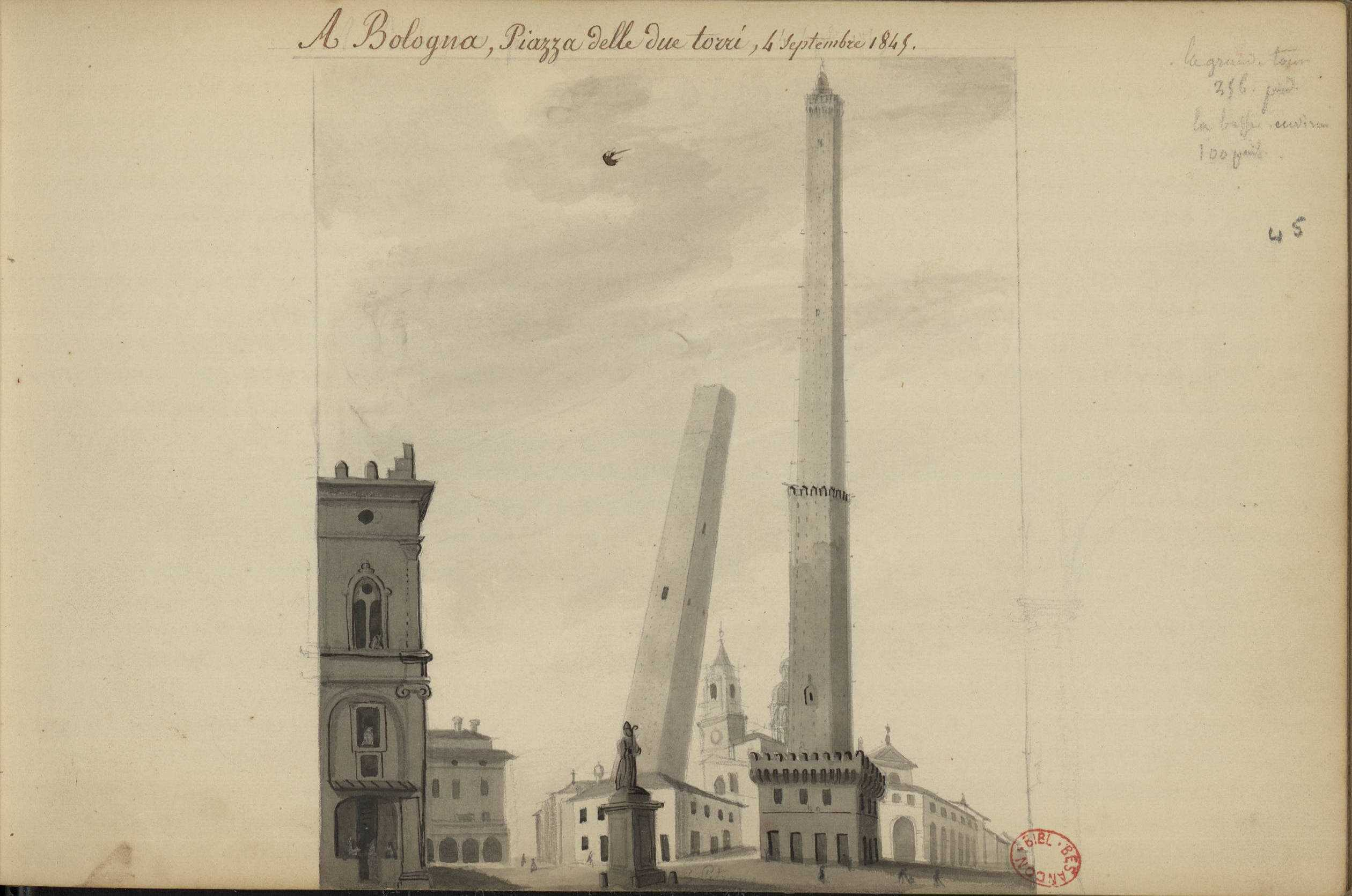
La place des deux tours représentée en 1845 par Désiré Monnier.

Les Deux Tours ont été le sujet d'un poème éponyme de Giosuè Carducci dans le cadre des Odi barbare (it). Charles Dickens a écrit à leur sujet dans ses Images d'Italie. Antal Szerb en a parlé dans La Troisième Tour : Voyages en Italie.
Les deux tours, symboles de Bologne, sont représentées par les artistes de passage dans la ville. Le folkloriste Désiré Monnier, qui effectue un voyage en Italie en 1845, représente la place des deux tours dans l'un de ses carnets.